# Paweł Mierzejewski
Paweł Mierzejewski – polski specjalista w zakresie bioinformatyki, farmakologii, dr hab. nauk medycznych, profesor zwyczajny Instytutu Psychiatrii i Neurologii.

## Życiorys
W 2000 ukończył studia medyczne w Akademii Medycznej w Warszawie. Obronił pracę doktorską, 4 lutego 2010 habilitował się na podstawie pracy zatytułowanej Wpływ inhibitora syntezy białek cykloheksymidu na procesy pamięciowe związane z warunkowaniem instrumentalnym. 22 stycznia 2016 nadano mu tytuł profesora w zakresie nauk medycznych. 
Został zatrudniony na stanowisku profesora zwyczajnego w Instytucie Psychiatrii i Neurologii.